# Philothamnus battersbyi
Philothamnus battersbyi är en ormart som beskrevs av Loveridge 1951. Philothamnus battersbyi ingår i släktet Philothamnus och familjen snokar. Inga underarter finns listade i Catalogue of Life.
Denna orm förekommer i Afrika från Kamerun och Somalia till norra Tanzania. Honor lägger ägg.